# Клара-Сити (город, Миннесота)
Клара-Сити (англ. Clara City) — город в округе Чиппева, штат Миннесота, США. На площади 4,9 км² (4,9 км² — суша, водоёмов нет), согласно переписи 2002 года, проживают 1393 человека. Плотность населения составляет 281,5 чел./км².
- Телефонный код города — 320
- Почтовый индекс — 56222
- FIPS-код города — 27-11548[1]
- GNIS-идентификатор — 0641238[2]